# 沙壹
沙壹（?—?），云南古国哀牢人的祖先。
沙壹是居住于牢山的妇人。曾经在水中捕鱼，碰到了沉在水中的木头，好似有了感应，于是怀孕，十月后，生下十个儿子。沉木化为龙，在水面上出现。沙壹忽听到龙说话：“你为我生的儿子，现在在哪里？”九个儿子见到龙之后惊慌逃走，只有最小的儿子不会走，背龙而坐，龙于是舔了他。沙壹说话好像鸟语，称背为九，称坐为隆，因此给儿子起名九隆。九隆长大，诸兄以九隆能为被父亲舔舐而聪明，于是一起推举他为王。